# Bolszoj Jugan
Bolszoj Jugan (ros. Большой Юган) – rzeka w azjatyckiej części Rosji, lewy dopływ Obu (wpływa do jego jugańskiej odnogi). Przepływa przez terytorium Chanty-Mansyjskiego Okręgu Autonomicznego.
Długość – 1063 km, powierzchnia zlewni – 34 700 km². Swój początek bierze na Błotach Wasiugańskich i dalej płynie przez zabagnioną Nizinę Zachodniosyberyjską.
Rzeka ma wiele dopływów, z których największym jest Małyj Jugan – prawy. W dorzeczu znajduje się około 8000 jezior o ogólnej powierzchni 545 km². Zasilanie śniegowe. Skuta lodem od października do maja.